# Acraea nigroapicalis
Acraea nigroapicalis är en fjärilsart som beskrevs av Frans G.Overlaet 1955. Acraea nigroapicalis ingår i släktet Acraea och familjen praktfjärilar. Inga underarter finns listade i Catalogue of Life.